# Подедворный, Болеслав
Боле́слав Подедво́рный (пол. Bolesław Podedworny; 7 января 1898, Пенхратка-Польска, Ломжинская губерния — 18 ноября 1972, Варшава) — польский государственный и политический деятель, фермер.

## Биография
Родился в крестьянской семье. В 1908 году вместе с семьёй переехал в Варшаву. Начал обучаться, но в четвёртом классе прервал обучение из-за наступления Германии на Россию. Вместе с семьёй вернулся в Пенхратку-Польску. В 1917 году вступил как волонтёр в Вооружённые силы Польши. Сразу после обретения независимости начал служить в 1 варшавском окружном пехотном полку. В ходе кампании защиты Королевского замка в Польше дослужился до сержанта. В 1919 был инструктором обучения в формирующимся Академическом легионе с которым он принимал участие в советско-польской войне. Он вернулся в 1 варшавский окружной пехотный полк и принял участие в 1921 году в III Силезском восстании под предводительством Войцеха Корфанты. В 1922 году перешёл из армии в пограничные службы на юге страны. На несколько лет перед войной вернулся в родную Пенхратку-Польску. В 1939—1941 годах во время оккупации Польши был сельским администратором Пенхратки-Польски, а позже ушёл в подполье. С 1923 года член Народной Парти Польши «Освобождение», 1931 года член Народной Партии Польши, с 1949 член Объединённой Народной Партии Польши. Принадлежал к властям народных партий, в 1944—1945 член Временного Вспомогательного штаба ПРП Народной партии, в 1945—1949 годах член Высшего исполнительного комитета и вице-президент ВИК НП, с 1949 член Высшего комитета ОНП, в 1949—1956 и (после полугодового перерыва) 1956—1971 член президиума Высшего Комитета ОНП, а в 1957—1971 годах вице-президент ВК ОНП.
В 1944—1946 годах президент Воеводского совета в Белостоке и одновременно заместитель представителя воеводской земельной реформе. В 1946—1947 годах вице-министр Министерства сельского хозяйства и Реформ земельных, в 1947 году министр леса, и с этого и до 1954 года министр лесничества. В 1954—1957 заместитель председателя Национального совета производственных кооперативов.
В 1956—1957 годах член Государственного совета ПНР, а с 1957 до 1971 заместитель председателя. С 1945 до 1972 член КРН, Сейма Республики Польши I, II, III, IV, V созывов, председатель Клуба депутатов НП (1947) и заместитель Клуба ОНП в сейме II, III, IV созывов (1957—1969). Многолетний заместитель председателя Национального комитета Фронта национального единства.
Похоронен 21 ноября 1972 года на Военном кладбище в Повонзках. На похоронах присутствовал член Политбюро ЦК ПОРП Эдуард Бабюч, заместитель председателя Госсовета Зыгмунт Москва, проф. Януш Грошковский и председатель Верховного комитета ОНП Станислав Гуцва, выступившие от имени руководства партии.

## Личная жизнь
Женат на Стефании Подедворной (1907—2001). Отец Генрика, Лидии Подедворных, тесть Анджея Верблана — секретаря ЦК Польской объединённой рабочей партии, вице-спикер Сейма и ведущий идеолог партии.